# Únor 2021

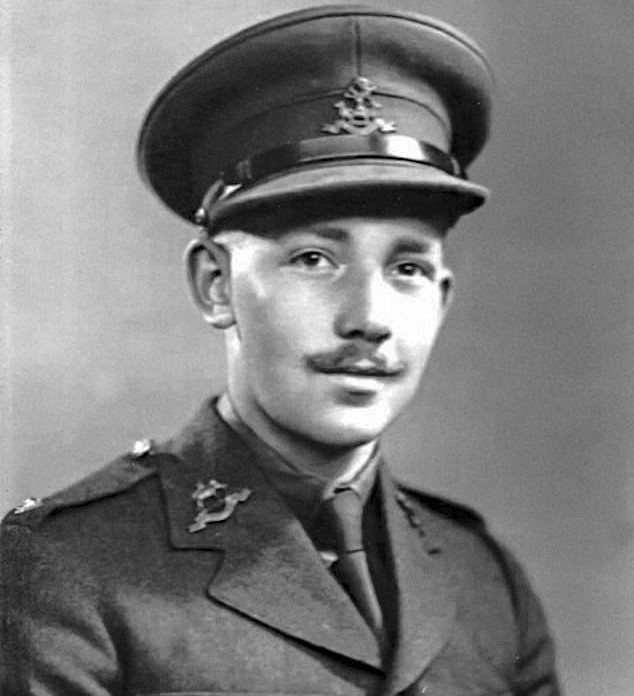
Tom Moore

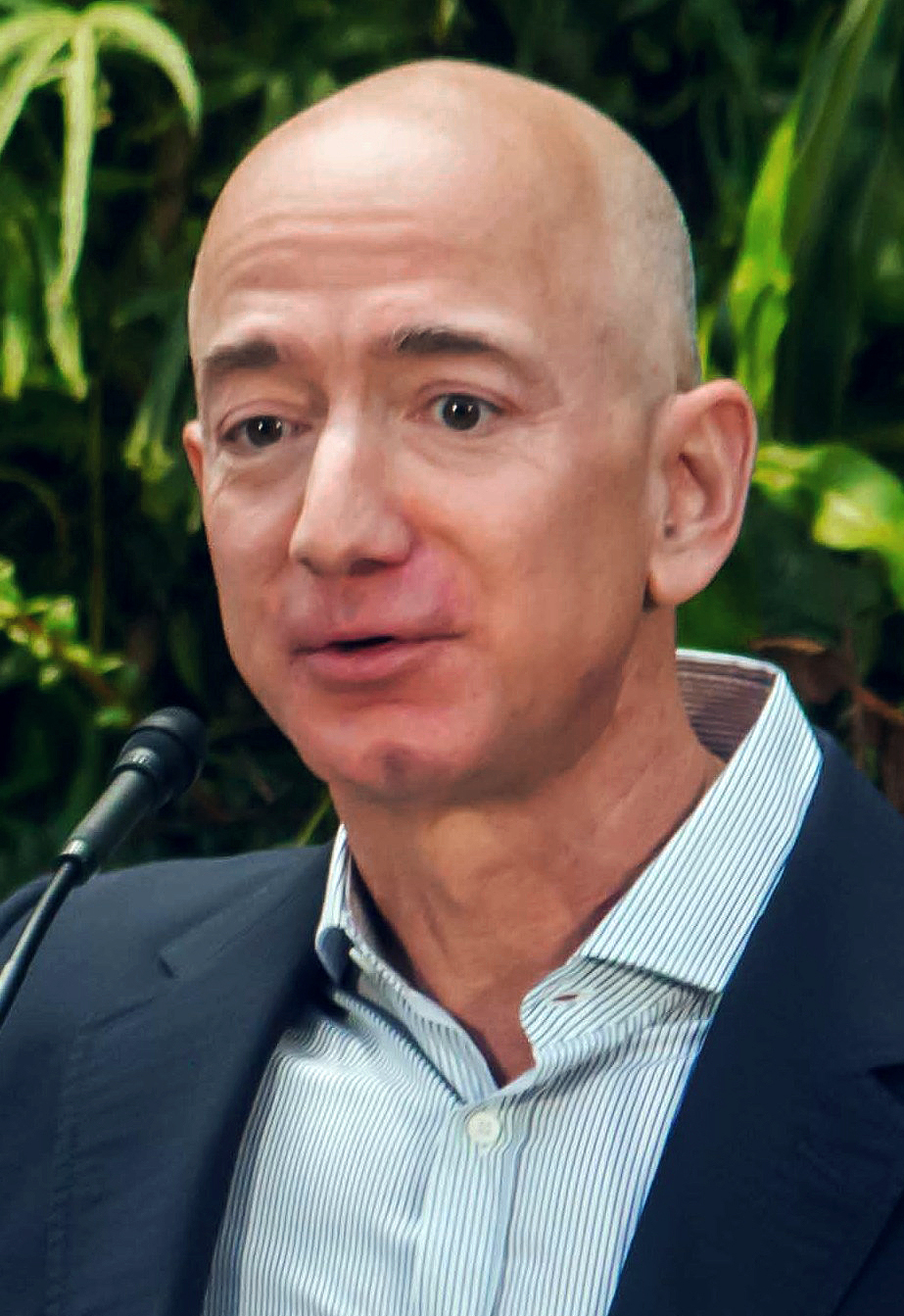
Jeff Bezos

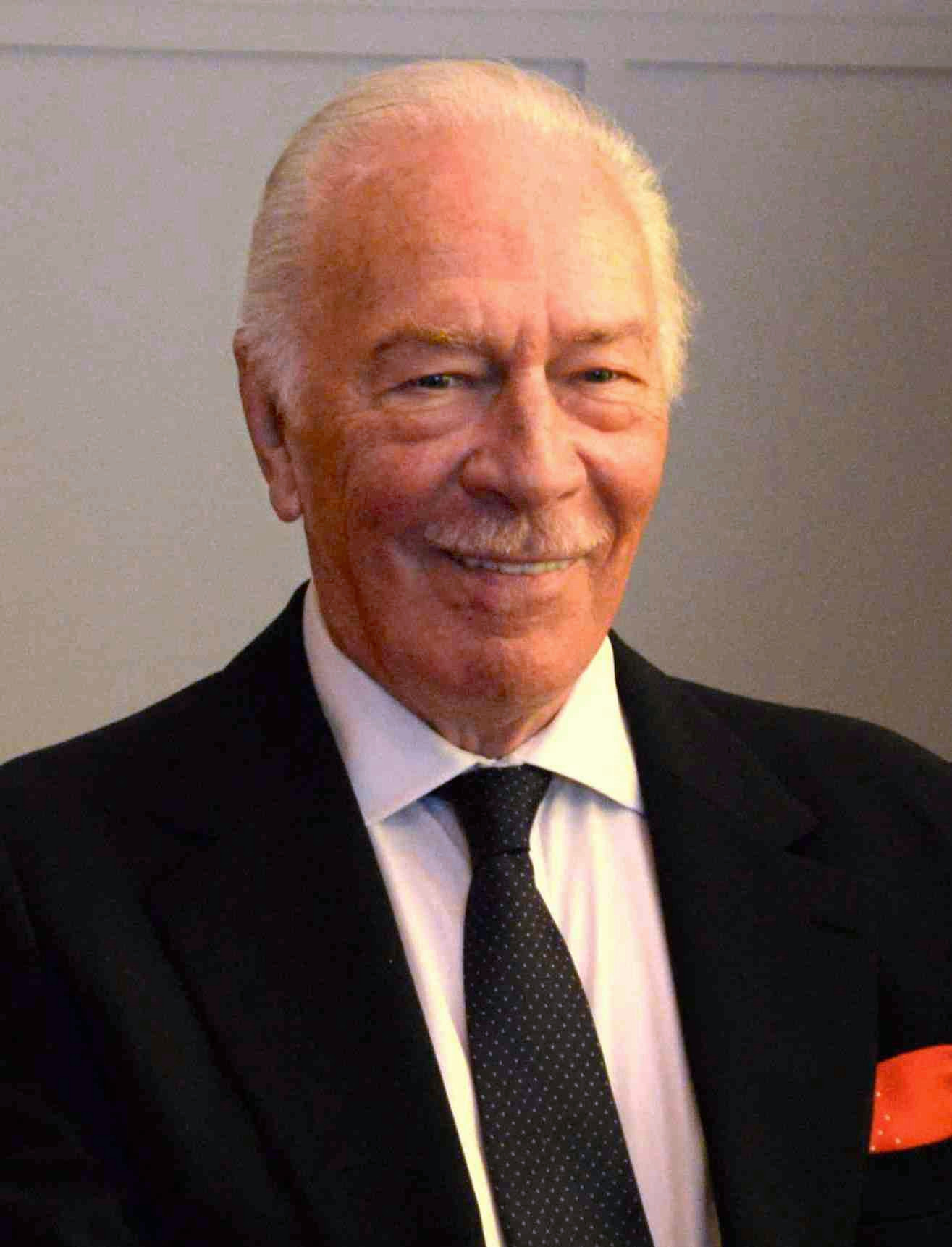
Christopher Plummer

Toto je archivovaný článek z portálu Aktuality.
1. února – pondělí
 Vojenský převrat v Myanmaru: Myanmarská armáda zadržela šéfku vlády Aun Schan Su Ťij a některé další politiky a vyhlásila v zemi výjimečný stav na jeden rok. 
2. února – úterý
 The Lancet: Ruská vakcína Sputnik V dosáhla během klinických testů účinnosti 92 %, s očkováním nebyly spojeny žádné závažné nežádoucí účinky. 
 Ve věku 100 let zemřel britský válečný veterán Tom Moore (na obrázku). Bojoval se zápalem plic, týden před smrtí měl pozitivní test na covid-19. 
 Ruského opozičního politika Alexeje Navalného poslal soud na 3,5 roku do vězení. 
3. února – středa
 Ústavní soud ČR po tříletém jednání zrušil část volebního zákona, např. přepočet D'Hondtovou metodou či kvórum pro koalice, zachoval krajské rozdělení. 
 Jeff Bezos (na obrázku) skončil ve funkci výkonného ředitele Amazonu. 
5. února – pátek
 Ve věku 91 let zemřel kanadský herec Christopher Plummer (na obrázku). 
6. února – sobota
 Vojenský převrat v Myanmaru: Vojenská junta v zemi zablokovala připojení k internetu. 
 Do Říčan dorazilo 19 200 dávek vakcíny AZD1222 proti covidu-19 od firmy AstraZeneca a Oxfordské univerzity. 
 Zemřel George P. Shultz, bývalý americký ministr zahraničí. 
8. února – pondělí
 Ve věku 89 let zemřel francouzský scenárista a režisér Jean-Claude Carrière. 
 Jihoafrická republika upustila od plošného očkování zdravotníků vakcínou společnosti AstraZeneca z důvodů její nízké účinnosti proti místní variantě viru SARS-CoV-2. 
9. února – úterý
 Sonda Amal vyslaná Spojenými arabskými emiráty vstoupila na oběžnou dráhu Marsu. 
 Americký senát zahájil druhý impeachment bývalého prezidenta Donalda Trumpa, obviněného z „podněcování vzpoury“. 
10. února – středa
 Čínská sonda Tianwen-1 dorazila na oběžnou dráhu Marsu. 
 Prokuratura státu Georgie zahájila vyšetřování bývalého prezidenta Donalda Trumpa kvůli jeho snaze ovlivnit sčítání volebních hlasů v tomto státě. 
 Ve věku 78 let zemřel americký vydavatel Larry Flynt. 
11. února – čtvrtek
 Poslanecká sněmovna zamítla vládní návrh na prodloužení nouzového stavu, který skončí v neděli 14. února. 
 Indie a Čína se dohodly na stažení jednotek z okolí jezera Pangong Tso ve sporné oblasti Kašmíru. Napětí mezi oběma velmocemi loni přerostlo v otevřené vojenské střetnutí. 
 Po prozkoumání nálezu z moravské lokality Lány u Břeclavi vědci zjistili, že staří Slované používali jako první písmo germánské runy (starší futhark), nikoliv hlaholici. 
 Vláda České republiky vyhlásila od pátku uzavření okresů Cheb, Trutnov a Sokolov. Na veřejných místech bude povinné nosit respirátor a chirurgické masky. 
12. února – pátek
 Institut Roberta Kocha označil Česko za oblast s výskytem mutací nového koronaviru. Spolková republika tak od neděle obnoví hraniční kontroly. 
 Mario Draghi se stal italským premiérem. 
13. února – sobota
 Americký senát zbavil bývalého prezidenta Donalda Trumpa obvinění z „podněcování vzpoury“. 
 Japonskou prefekturu Fukušima zasáhlo zemětřesení o síle 7,3 stupně Richterovy stupnice. 
14. února – neděle

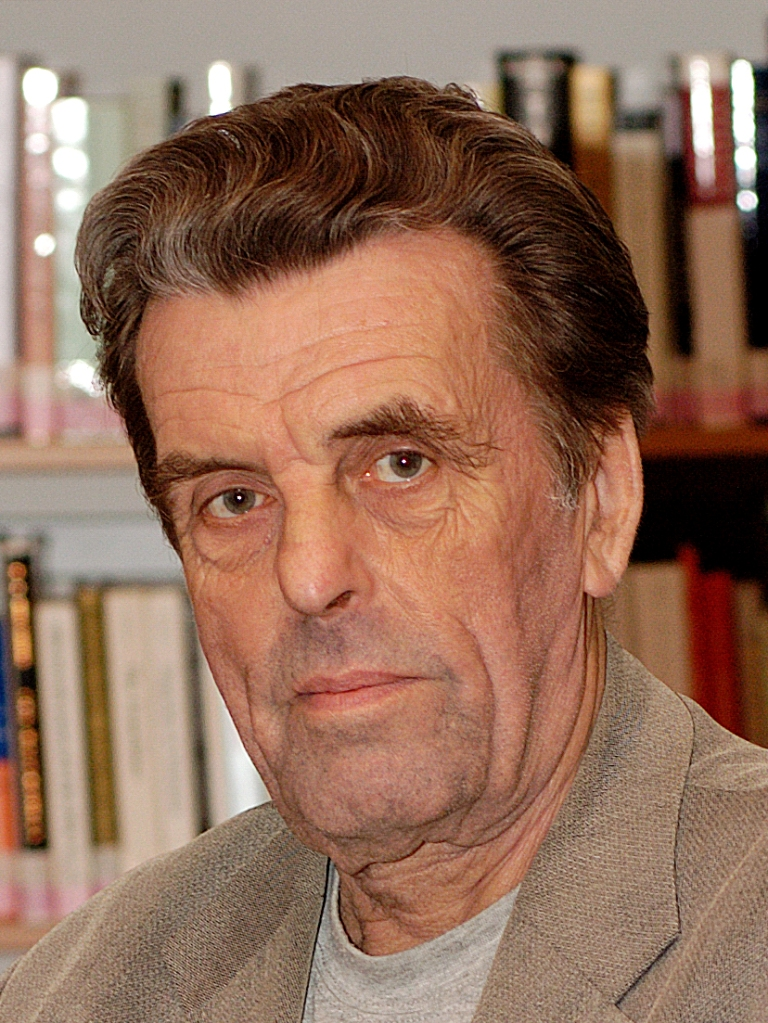
Jan Sokol

 Vláda ČR na žádost hejtmanů vyhlásila na celém území země nouzový stav, který potrvá do 28. února. 
 Nejméně čtyři lidé zemřeli s ebolavirem v západoafrickém státě Guinea. Jedná se o první úmrtí v zemi od epidemie v roce 2016. 
15. února – pondělí
 Bývalá nigerijská ministryně financí Ngozi Okonjo-Iwealová byla jmenována generální ředitelkou Světové obchodní organizace. 
16. února – úterý
 Česká biatlonistka Markéta Davidová vyhrála zlatou medaili z vytrvalostního závodu na mistrovství světa v biatlonu ve slovinské Pokljuce. 
 Ve věku 84 let zemřel český filosof, politik, pedagog a wikipedista Jan Sokol (na obrázku). 

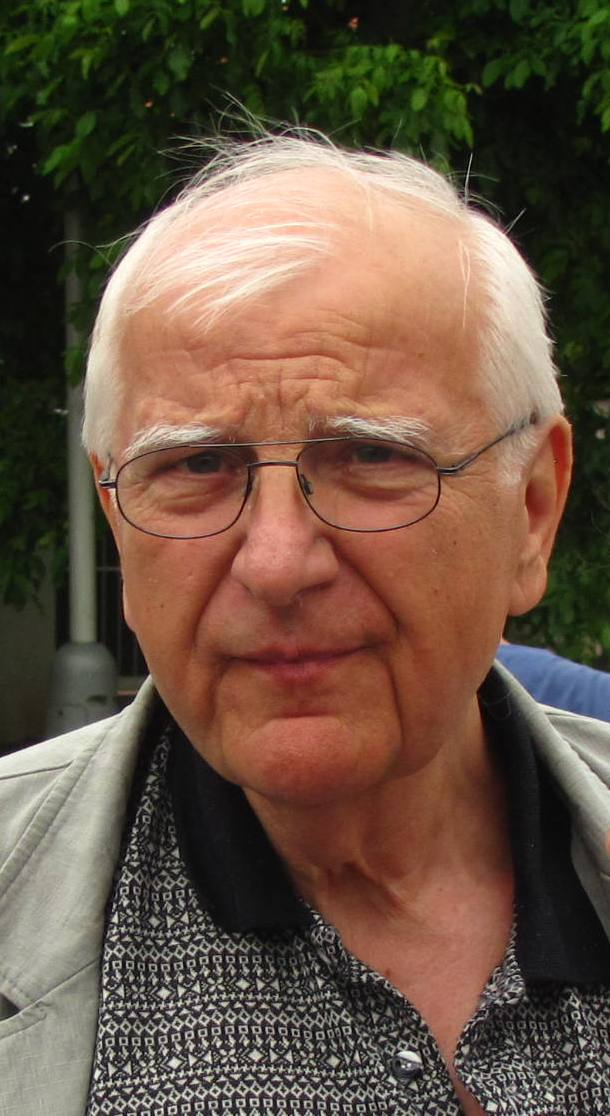
Otakar Černý

 Ve věku 77 let zemřel český novinář Otakar Černý (na obrázku). 
 Jih Spojených států zasáhlo nebývale chladné počasí, v důsledku sněhových bouří zůstaly miliony lidí bez proudu. 
17. února – středa
 Společnost Facebook zahájila cenzuru sdílení veškerého zpravodajského obsahu v Austrálii poté, co tamní parlament schválil zákon zpoplatňující zpravodajský obsah. 
 Slovensko požádalo Evropskou unii o vyslání lékařů a zdravotních sester na pomoc při léčbě pacientů infikovaných koronavirem. 
18. února – čtvrtek

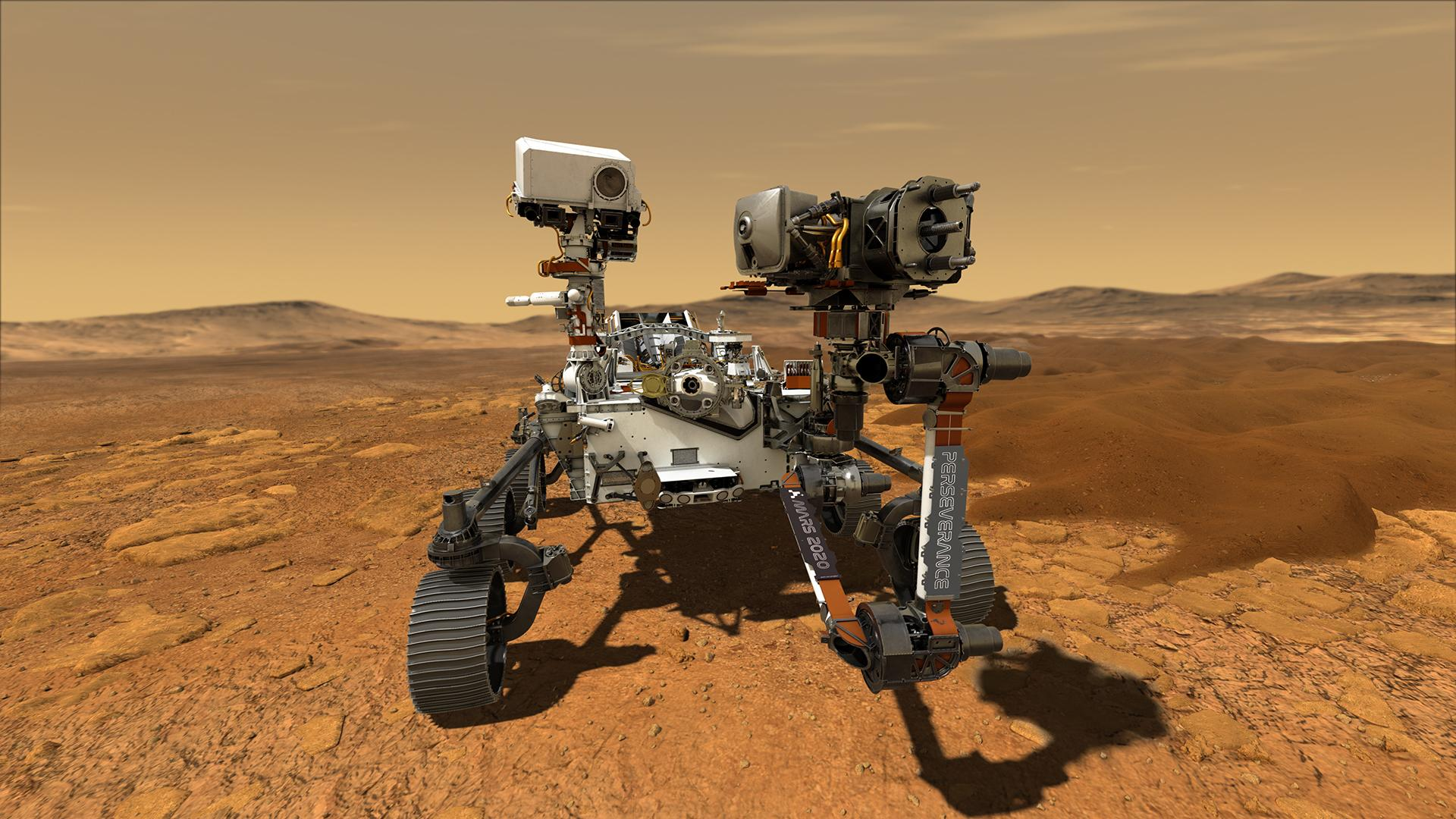
marsovské vozítko Perseverance

 NASA potvrdila přistání vozítka Perseverance (na obrázku) a helikoptéry Ingenuity v kráteru Jezero na povrchu Marsu. 
 Gruzínský premiér Giorgi Gacharija oznámil rezignaci. 
19. února – pátek
 Spojené státy americké se opětovně připojily k Pařížské dohodě. 
 Ministerstvo zdravotnictví oznámilo, že od pondělí 22. února na místech s větší koncentrací lidí je povinné nošení respirátorů, nanoroušek či dvou ústenek najednou. 
20. února – sobota
 Prezident Joe Biden schválil federální pomoc státu Texas, kde kvůli mrazivému počasí došlo k přerušení dodávek elektřiny a vody. 
 Nejméně dva lidé byli zabiti poté, co policie rozehnala ostrou střelbou demonstraci proti vojenskému převratu v myanmarském městě Mandalaj. 
22. února – pondělí
 Italský velvyslanec v Kongu Luca Attanasio byl zabit spolu s řidičem a bodyguardem při útoku na konvoj mise MONUSCO v národním parku Virunga. 
 Statisíce demonstrantů se připojily ke generální stávce proti vojenskému převratu v Myanmaru. 
23. února – úterý
 Horníci symbolicky vyvezli poslední vozík černého uhlí z Dolu Darkov na Karvinsku, kdy zde definitivně skončila těžba. 
 Městský soud v Praze nařídil prezenční výuku Gymnáziu Na Zatlance na základě žaloby studenta prvního ročníku. 
 Izrael daroval Česku 5 000 vakcín mRNA-1273 od firmy Moderna proti covidu-19. 
 Prezidentské volby v Nigeru vyhrál bývalý ministr zahraničí a vnitra Mohamed Bazoum. 
 Byl zatčen gruzínský opoziční politik Nika Melia. 
25. února – čtvrtek
 Francie nabídla Česku 100 tisíc dávek vakcíny tozinameran od firem Pfizer a BioNTech. 
26. února – pátek
 Americké síly provedly sérii náletů na zařízení proíránské milice poblíž města Al Búkamál v Sýrii. 
 Poslanecká sněmovna PČR schválila pandemický zákon. 

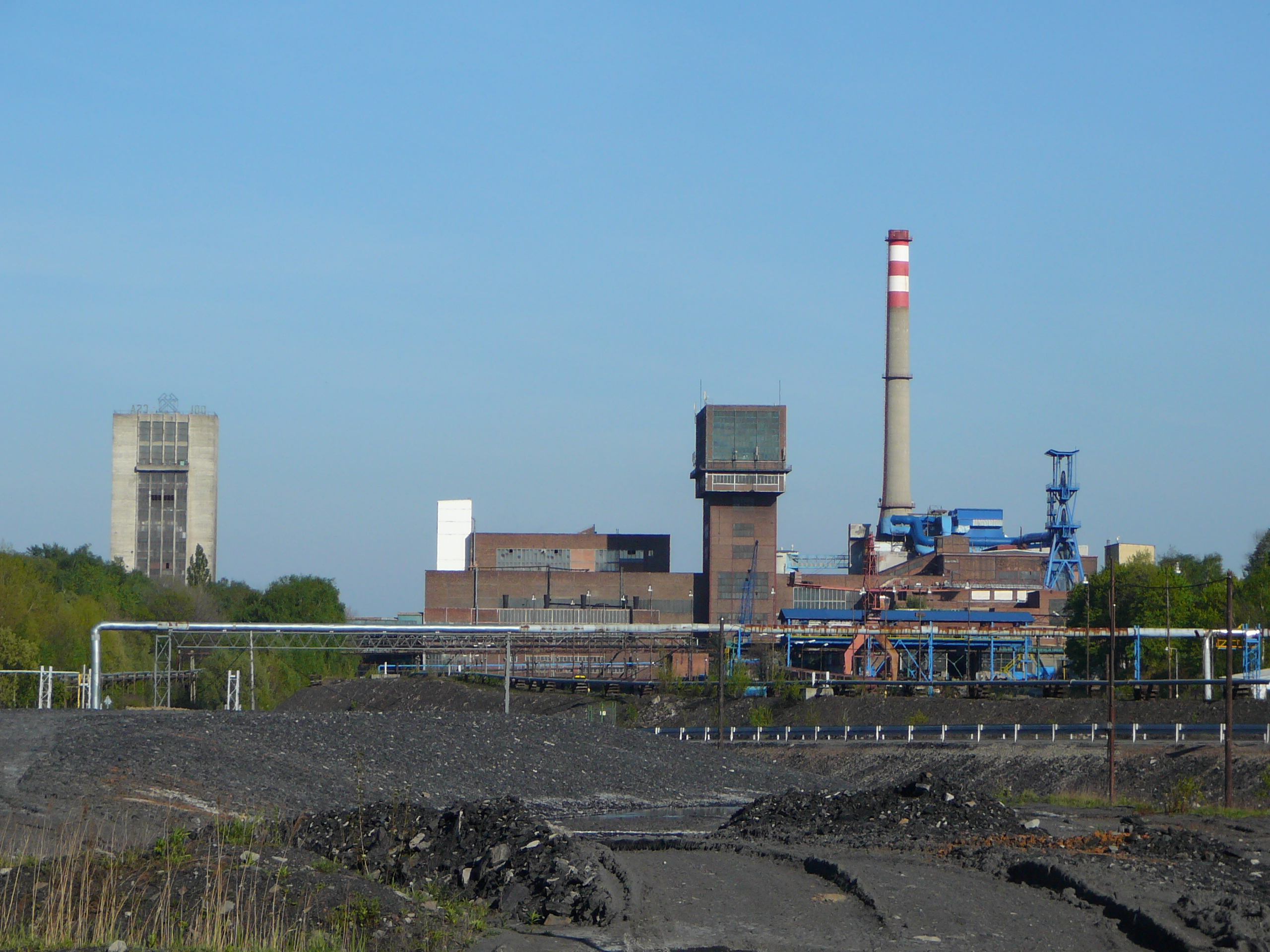
Důl ČSA

 Vláda ČR vyhlásila nový nouzový stav s platností do 28. března 2021 a oznámila omezení volného pohybu osob. 
27. února – sobota
 Horníci symbolicky vyvezli poslední vozík černého uhlí z Dolu ČSA (na obrázku) na Karvinsku, kdy zde po 70 letech definitivně skončila těžba. 
28. února – neděle
 Úřad pro kontrolu potravin a léčiv povolil očkování jednodávkové vakcíny Ad26.COV2.S společnosti Johnson & Johnson v USA. 
 Při protestech proti vojenskému převratu v Myanmaru zemřelo nejméně 18 lidí. 
 Policie v Hongkongu zatkla 47 prodemokratických aktivistů, kteří protestovali proti bezpečnostnímu zákonu, který Čína schválila v červnu 2020. 